# Helgreelia albeto
Helgreelia albeto är en tvåvingeart som beskrevs av Stephen D. Gaimari 2007. Helgreelia albeto ingår i släktet Helgreelia och familjen tickflugor.
Artens utbredningsområde är Costa Rica. Inga underarter finns listade i Catalogue of Life.